# 1898
Évszázadok: 18. század – 19. század – 20. század
Évtizedek: 1840-es évek – 1850-es évek – 1860-as évek – 1870-es évek – 1880-as évek – 1890-es évek – 1900-as évek – 1910-es évek – 1920-as évek – 1930-as évek – 1940-es évek
Évek: 1893 – 1894 – 1895 – 1896 –  1897 – 1898 – 1899 – 1900 – 1901 – 1902 – 1903

## Események

### Határozott dátumú események

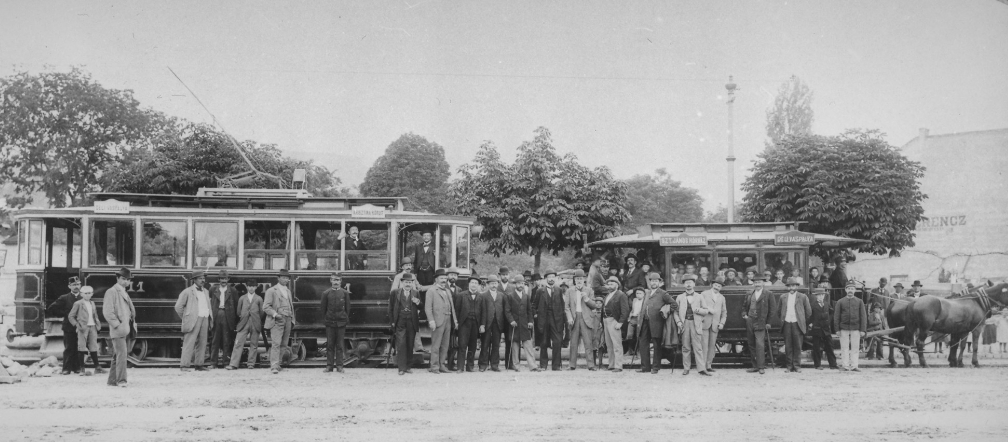
A budai lóvasút utolsó útja

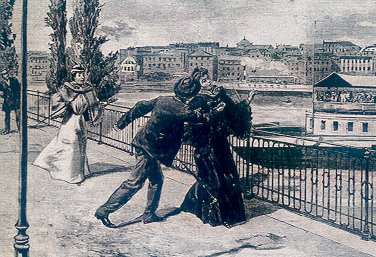
Gyilkosság a Genfi-tó mellett

- január 13. Émile Zola J’accuse [Vádolom] címmel nyílt levelet ír Félix Faure köztársasági elnöknek a Dreyfus-ügy miatt.[1]
- február 15. – Havanna kikötőjében felrobban a Maine amerikai hadihajó.[2] (Az esemény a spanyol-amerikai háború kirobbanásához vezet.)
- március 13. – Boldoggá avatják V. Ince pápát.[3]
- március 26. – A Német Birodalmi parlament, a Reichstag megszavazza az első flottatörvényt. (A törvény 19 új csatahajó építését irányozta elő 1905-ig.)[4]
- május 1. – George Dewey sorhajókapitány a Manilai-öbölben legyőzi a spanyol flottát. (A főváros, Manilát csak augusztusban tudta elfoglalni, amikor megérkeztek az amerikai szárazföldi csapatok is.)
- május 30. – Kossuth Lajos első egész alakos szobrát felavatják Miskolcon.
- július 7. – Az Egyesült Államok annektálja a Hawaii-szigeteket.
- szeptember 10. – Erzsébet királynét Genfben meggyilkolja egy olasz terrorista, Luigi Lucheni.[5]
- október 21. – III. Béla magyar király és első felesége, Châtillon Anna földi maradványainak újratemetése a Mátyás-templom Szentháromság-kápolnájában.[6]
- december 10. – Párizsban megkötik az spanyol–amerikai háborút lezáró békét.[7]

### Határozatlan dátumú események
- április – A németek által megszállt, Kína keleti partjainál fekvő Santung-félsziget déli részén található Kiaocsou-öböl német „védettséget” kap, igazgatását közvetlenül az Alfred von Tirpitz államtitkár, nagyadmirális vezette Birodalmi Haditemgerészeti Hivatalnak (Reichsmarineamt) rendelik alá.[8]

## Az év témái

### 1898 a filmművészetben
- április 4. – A francia Auguste Baron szabadalmaztatja hangosfilm készítésére alkalmas felvevőjét: a készülék a felvevőkamera sebességét elektromosan hozza összhangba egy gramofonéval.
- május 19. – New Yorkban a Vitagraph cég megkezdi működését.

### 1898 az irodalomban
- március 20. – Nils Holgersson csodálatos utazása megkezdődik Selma Lagerlöf szerint (fiktív esemény).
- november 8. – Nils Holgersson csodálatos utazása véget ér Selma Lagerlöf szerint (fiktív esemény).

### 1898 a tudományban
- augusztus – Kolozsváron, Brandt József professzor sebészeti klinikáján felszerelik az első Röntgen-gépet.[9]
- Pierre és Marie Curie felfedezik a rádiumot, az első ismert radioaktív elemet.[10]
- William Ramsay és Morris William Travers felfedezik a xenont, neont és kriptont.[10]
- Oliver Lodge feltalálja a hangszórót.[10]
- Ny. F. Gamaleia orosz mikrobiológus felfedezi az indukált bakteriolízis jelenségét, ami az első lépést jelenti a bakteriofágok felfedezése felé.

### 1898 a vasúti közlekedésben
- június 7. – A budai lóvasút utolsó útja.

## Születések
- január 18. – Andrássy Klára legitimista, angolszászbarát politikus, újságíró († 1941)
- január 23. – Szergej Mihajlovics Eisenstein, orosz rendező († 1948)
- január 23. – Széchenyi Zsigmond, író, vadász, Afrika-utazó († 1967)
- február 3. – Alvar Aalto, finn építész és designer († 1976)
- február 5. – Mosonyi Kálmán magyar ügyvéd, országgyűlési képviselő († ?)
- február 10. – Bertolt Brecht, német író, rendező († 1956)
- február 11.
  - Angyal László magyar építészmérnök, építészfelügyelő, országgyűlési képviselő († 1980)
  - Szilárd Leó magyar származású fizikus († 1964)
- március 3. – Emil Artin, osztrák matematikus († 1962)
- március 4. – Hans Krebs német tiszt, a második világháborúban a német hadsereg utolsó vezérkari főnöke († 1945)
- március 5. – Ókava Miszao, a világ legidősebb embere, aki 2015-ben töltötte be a 117 éves kort, és közel egy hónappal később hunyt el († 2015)
- március 9. – Incze Antal magyar orvos, országgyűlési képviselő († 1947)
- április 22. – Fodor József, költő, író, műfordító († 1973)
- április 26. – Szakáts Pál főszolgabíró, minisztériumi tisztviselő, országgyűlési képviselő († ?)
- május 3. – Golda Meir, politikus, izraeli miniszterelnök († 1978)
- május 13. – Jendrassik György, gépészmérnök († 1954)
- május 16. – Tamara de Lempicka, lengyel emigráns festő († 1980)
- június 16. – Leonard Howell, a rasztafári vallásos mozgalom alapítója († 1981)
- június 19. – Kerecsényi Dezső irodalomtörténész, kritikus, irodalompedagógus, az MTA tagja († 1945)
- június 22. – Erich Maria Remarque német író († 1970)
- július 8. – Gerő Ernő politikus, a Magyar Dolgozók Pártja első titkára († 1980)
- július 22. – Haller Frigyes fotóművész († 1954)
- augusztus 2. – Nagy Ernő olimpiai bajnok vívó († 1977)
- szeptember 24. – Göllner Lajos orvos († 1982)
- október 2. – Szilágyi László költő, író, újságíró, operett-szövegkönyvíró († 1942)
- október 3. – Martsekényi Imre építészmérnök, országgyűlési képviselő († 1963)
- október 18. – Lotte Lenya német énekesnő, színésznő († 1981)
- november 3. – Heinrich Tibor magyar jégkorongozó, vitorlázó († 1953)
- november 8. – Hegedűs Tibor magyar színész, érdemes művész († 1984)
- november 11. – René Clair francia filmrendező († 1981)
- november 17. – Peti Sándor színész, színészpedagógus, érdemes művész († 1973)
- november 20. – Cziáky Endre magyar gazdálkodó, kisgazda politikus, nemzetgyűlési képviselő (1945–1946) († 1946)
- november 21. – René Magritte belga szürrealista festőművész († 1967)
- november 23. – Rogyion Jakovlevics Malinovszkij, a Szovjetunió marsallja, és honvédelmi minisztere († 1967)
- november 29. – Clive Staples Lewis brit író, irodalomtörténész teológiai író († 1963)
- december 1. – Kniezsa István nyelvtörténész, szlavista, a magyar névtani kutatások megújítója, az MTA tagja († 1965)
- december 6. – Gunnar Myrdal Nobel-díjas (1974) svéd közgazdász († 1987)
- december 11. – Aladár Paasonen finn–magyar származású ezredes. A téli háború alatt a finn főhadiszállás felderítőegységének parancsnoka volt († 1974)
- december 27. – Tömböly Dénes építészmérnök, újságíró, országgyűlési képviselő († 1973)
- december 31. – Dobi István politikus, miniszter, miniszterelnök, a Magyar Népköztársaság Elnöki Tanácsa elnöke († 1968)

## Halálozások
- január 14. – Lewis Carroll polgári nevén: Charles Lutwidge Dodgson angol író, matematikus (* 1832)
- január 26. – Tisza Lajos, politikus, miniszter (* 1832)
- február 12. – Barabás Miklós festőművész, grafikus (* 1810)
- február 13. – Finály Henrik magyar nyelvész (* 1825)
- április 26. – Knauz Nándor történész, katolikus pap, az MTA tagja. (* 1831)
- május 15. – Reményi Ede zeneszerző, hegedűművész (* 1828)
- május 19. – William Gladstone, az Egyesült Királyság miniszterelnöke, hivatalban 1868-tól 1874-ig, 1880-tól 1885-ig, 1886-ban és 1892-től 1894-ig (* 1809)
- május 19. – Zichy Antal, a magyar főrendiház tagja, a Kisfaludy Társaság tagja, a Magyar Tudományos Akadémia tiszteleti tagja, az Országos Képzőművészeti Társaság választmányi tagja, Zichy Mihály festőművész bátyja (* 1823).
- június 22. – Dobay József honvéd ezredes (* 1820)
- augusztus 1. – Arany László költő, népmesegyűjtő, Arany János fia (* 1844)
- augusztus 3. – Karl Gustav Adolf Knies közgazdász, a német történeti iskola képviselője, az MTA tagja (* 1821)
- szeptember 10. – Erzsébet osztrák császárné, magyar királyné, I. Ferenc József felesége. Genfben anarchista merénylő áldozatául esik[11]  (* 1837)
- november 22. – Ács Géza magyar újságíró (* 1861)